# W (слово латинице)
W (в или даблју) је двадесеттреће слово енглеског алфабета и у СИ систему је ознака за ват.

## Историја
Слово W је почело као фенички Waw и грчко Ipsilon, да би се кроз векове развило у W какво данас познајемо.
| Прото семитска | Феничко | Грчко | Римско курзив | Римско |
| -------------- | ------- | ----- | ------------- | ------ |
| Прото семитска | Феничко | Грчко | Римско курзив | Римско |

| Велико писано | Абецеда глувонемих |
| ------------- | ------------------ |
| Велико писано | Абецеда глувонемих |